# Albert Einstein
Albert Einstein (14. března 1879 Ulm, Německo – 18. dubna 1955 Princeton, New Jersey, USA) byl teoretický fyzik, jeden z nejvýznamnějších vědců všech dob. Často je označován za největšího vědce 20. století, případně spolu s Newtonem za nejvýznamnějšího fyzika vůbec. Mezi jeho příspěvky fyzice patří speciální teorie relativity (1905), myšlenka kvantování elektromagnetického pole a vysvětlení fotoelektrického jevu (1905), vysvětlení Brownova pohybu (1905) a snad nejvíce obecná teorie relativity (1915), která doposud nejlépe popisuje vesmír ve velkých měřítkách.
Einstein se podílel i na statistické fyzice a kvantové statistice (Boseho–Einsteinovo rozdělení), diskusi o interpretaci kvantové mechaniky (diskuse s Bohrem, EPR paradox). S Leó Szilárdem vynalezli nový typ chladničky.
V roce 1921 byl Einstein oceněn Nobelovou cenou za fyziku za „vysvětlení fotoelektrického jevu a za zásluhy o teoretickou fyziku“. Velmi významné byly ovšem již jeho další tři práce z roku 1905, ale v prvé řadě Einsteinova obecná teorie relativity z roku 1915, v době udělení ceny ještě nedoceněná.
Poté, co zformuloval obecnou teorii relativity, se stal známým po celém světě, což je pro vědce nevídaný úspěch. V pozdějších letech jeho sláva zastínila ostatní vědce a Einstein se stal synonymem pro člověka s velmi vysokou inteligencí nebo zkrátka génia. Jeho tvář se stala jednou z nejznámějších na celém světě. V roce 1999 ho časopis Time vybral jako Osobnost století. Jeho popularita často vedla k používání jeho jména v reklamách a obchodu a dokonce i k registraci obchodní známky Albert Einstein.
Na jeho počest byly po něm pojmenovány fotochemická jednotka einstein, chemický prvek einsteinium a planetka 2001 Einstein.

## Raná léta

### Mládí a univerzita
Einstein se narodil roku 1879 v Ulmu v německém Württembersku, asi 100 km východně od Stuttgartu v židovské rodině. Jeho rodiči byli Hermann Einstein (1847–1902), obchodník, který později pracoval jako elektrochemik, a jeho žena Pauline rozená Kochová (1858–1920). Albert navštěvoval katolickou obecnou školu a na naléhání své matky bral hodiny houslí.
Když bylo Albertovi pět let, jeho otec mu ukázal kapesní kompas a Einstein poznal, že něco v „prázdném“ prostoru musí působit na střelku. Později tuto zkušenost popsal jako jednu z nejdůležitějších ve svém životě, protože podnítila jeho zájem o vědu. Stavěl pro zábavu fyzikální modely a mechanická zařízení.
V roce 1894, poté, co zkrachovala otcova elektrotechnická firma, se Einsteinovi rodiče přestěhovali z Mnichova do Pavie v Itálii. Matka s otcem chtěli, aby dostudoval střední školu, a proto nejprve nějakou dobu zůstával v Mnichově v péči rodinných známých. Škola se mu však protivila svým formalismem, a tak zanedlouho rodiče následoval do Itálie a myšlenkou, že vystuduje tam.
Ve svých 16 letech, 1895, se přihlásil na přijímací zkoušky na Spolkovou vysokou technickou školu (Eidgenössische Technische Hochschule, ETH) ve švýcarském Curychu. Ve zkouškách z fyziky a matematiky sice dopadl na výbornou, ale nezvládl obecnou část zkoušek. Bylo mu doporučeno dokončit střední školu a přihlásit se znovu. Začal proto studovat na Kantonální škole v Aarau a odmaturoval zde v roce 1896 s výborným prospěchem. Při druhém pokusu již byl na curyšskou Polytechniku přijat. Téhož roku se zřekl německého občanství a zůstal bez státní příslušnosti.
ETH dokončil o čtyři roky později. V roce 1901 se Einstein stal švýcarským občanem.

### Vědecká práce a doktorát
Po zakončení studií v Curychu nemohl Einstein najít žádné vysokoškolské učitelské místo, hlavně kvůli tomu, že jeho mladická drzost rozčilovala většinu jeho profesorů. Otec spolužáka Marcela Grossmanna mu však v roce 1902 pomohl získat místo technického asistenta na Švýcarském patentovém úřadě. Einstein tam posuzoval význam vynálezů, přihlášených k udělení patentů, při kterých byla nutná znalost fyziky. Také se učil rozeznávat samotnou podstatu přihlášek navzdory jejich občasnému nedostatečnému popisu. Při tomto posuzování někdy i opravoval chyby v návrzích. V roce 1904 získal Einstein na patentovém úřadě stálé místo.
V roce 1905 získal Einstein na Spolkové vysoké technické škole v Curychu doktorát za svou práci „O novém určení molekulárních rozměrů.“ Tentýž rok napsal čtyři články, které se staly základem moderní fyziky. Dokázal to, aniž by se odkazoval na odbornou literaturu a aniž by své teorie diskutoval s vědeckými kolegy. Témata těchto článků byla Brownův pohyb, fotoelektrický jev, speciální teorie relativity a ekvivalence hmotnosti a energie. Za vysvětlení fotoelektrického jevu získal Einstein v roce 1921 Nobelovu cenu za fyziku. V tom je kousek ironie osudu, protože Einstein je dnes mnohem známější pro svoji teorii relativity a navíc fotoelektrický jev je záležitost kvantové fyziky, ze které byl později Einstein poněkud rozčarovaný. Tyto články jsou však přesto hodny zaznamenání především proto, že Einstein převzal odvážně myšlenky teoretické fyziky, dovedl je do jejich logických důsledků a z nich dokázal vysvětlit výsledky experimentů, které po desetiletí vědce zneklidňovaly.
Tyto články z roku 1905 odeslal Einstein do odborného časopisu Annalen der Physik. Rok jejich vzniku je často nazýván jako „Einsteinův zázračný rok“ (Annus Mirabilis, latinsky: zázračný rok). Mezinárodní unie pro čistou a aplikovanou fyziku (IUPAP) proto pro jejich připomenutí vyhlásila rok 2005, tedy jejich sté výročí, světovým rokem fyziky.

#### Brownův pohyb
První článek z roku 1905, nazvaný „O pohybu – potřebném pro molekulární kinetickou teorii tepla – malých částic umístěných v klidné kapalině,“ se zabýval studiem Brownova pohybu. S použitím tehdy kontroverzní kinetické teorie tekutin ukázal, že jev, který několik desetiletí odolával uspokojujícímu vysvětlení, poskytuje empirický důkaz reality atomů. Dodal také důvěryhodnost statistické mechanice, která byla také kontroverzní.
Než byl napsán tento článek, byly atomy uznávány jako užitečná představa, ale fyzikové a chemikové se vášnivě přeli o tom, zda vůbec existují. Einsteinův statistický popis chování atomů a jeho vysvětlení ukázaly experimentátorům cestu, jak spočítat atomy prostým pohledem do obyčejného mikroskopu. Wilhelm Ostwald, jeden z hlavních odpůrců atomů, se později přiznal Arnoldu Sommerfeldovi, že změnil názor právě díky Einsteinově kompletnímu vysvětlení Brownova pohybu.

#### Fotoelektrický jev
Druhý článek, pojmenovaný „O heuristickém hledisku dotýkajícím se vznikem a přeměnou světla“, navrhl myšlenku světelných kvant (nyní nazývaných fotony) a ukázal, jak mohou být použity k vysvětlení takových jevů jako je fotoelektrický jev. Myšlenka světelného kvanta přišla z předchozího odvození záření absolutně černého tělesa Maxem Planckem, který předpokládal, že energie záření může být pohlcena nebo vyzářena jen po celých částech, nazývaných kvanta. Einstein ukázal, že pokud se předpokládá, že světlo vlastně sestává z jednotlivých balíčků, může být záhadný fotoelektrický jev vysvětlen; jinak ne.
Představa světla jako kvant byla v přímém rozporu s vlnovou teorií světla, která přirozeně vyplývala z Maxwellových rovnic pro elektromagnetismus, a s představou o nekonečné dělitelnosti energie ve fyzikálních systémech obecně. I když experimenty ukázaly, že Einsteinovy rovnice pro fotoelektrický jev byly přesné, jeho vysvětlení nebylo běžně uznáváno. Avšak po roce 1921, kdy dostal Nobelovu cenu za jeho práci o fotoelektrickém jevu, si většina fyziků už myslela, že rovnice (hf = Wv + Ek, kde h je Planckova konstanta, f frekvence dopadajícího fotonu, Wv výstupní práce a Ek kinetická energie vyraženého elektronu) je správná a světelná kvanta existují.
Teorie světelného kvanta byla předzvěstí vlnově-částicové duality, představy, že fyzikální systémy mohou vykazovat jak vlnové, tak částicové vlastnosti, která byla použita jako základní princip tvůrci kvantové mechaniky. Fotoelektrický jev mohl být úplně vysvětlený až po dozrání kvantové mechaniky.

#### Speciální teorie relativity
Einsteinův třetí článek se jmenoval „O elektrodynamice pohybujících se těles“. Když Einstein pracoval na tomto článku, napsal Milevě o „naší práci o relativitě pohybu“ a toto vedlo k úvahám, zda Mileva měla na této práci podíl. Tento článek představil speciální teorii relativity, teorii času, vzdáleností, hmoty a energie, která byla konzistentní s elektromagnetismem, ale vynechávala gravitaci. Speciální relativita vyřešila záhadu vynořivší se po provedení Michelsonova–Morleyova experimentu, jenž měl prokázat existenci éteru jakožto látkového prostředí, které v podobě vlnění přenáší světlo. Zjištěná rychlost světla byla stále stejná, ne relativní vzhledem k pozorovateli. Toto bylo v newtonovské fyzice nemožné.
Už v roce 1894 se George Francis FitzGerald domníval, že výsledky Michelsonova-Morleyova experimentu mohou být vysvětleny, pokud jsou pohybující se objekty zkráceny ve směru jejich pohybu. Některé z hlavních rovnic Einsteinova článku – Lorentzovy transformace – byly světu představeny už roku 1903 nizozemským fyzikem Hendrikem Lorentzem, který dal FitzGeraldovým domněnkám matematickou formu. Ale Einstein odhalil podstatu této geometrické podivnosti. Jeho vysvětlení pramenilo ze dvou axiomů. Prvním byla stará Galileova myšlenka, že přírodní zákony mají být stejné pro všechny pozorovatele, kteří se vzájemně pohybují konstantní rychlostí. Druhým byl princip, že rychlost světla je stejná pro všechny pozorovatele. Speciální relativita měla několik revolučních důsledků, protože díky ní padla představa absolutního času a prostoru. Teorie byla později nazvána speciální, aby se odlišila od její následovnice obecné teorie relativity, která považuje za sobě rovné i pozorovatele, kteří vůči sobě zrychlují.
Teorie přinesla řadu paradoxů, které odporovaly běžným lidským zkušenostem, a zdálo se, že dává jen málo smyslu. Mohla Einsteina skutečně zesměšnit, ale on se dokázal vypořádat s jejími zdánlivými protiklady a posléze vyřešit její problémy.

#### Ekvivalence energie a hmotnosti
Čtvrtý článek, nazvaný „Závisí setrvačnost tělesa na jeho energii?“, publikovaný na sklonku v roce 1905, představil další odvození z relativistických axiomů – vztah mezi energií a hmotností, který původně zapsal jako {\displaystyle m=E/c^{2}}. Když se toto odvození přepíše, vznikne notoricky známá rovnice
E = mc²
říkající, že energie hmoty je rovna její hmotnosti vynásobené čtvercem rychlosti světla. Einstein považoval tuto rovnici za vrcholně důležitou, protože ukazovala, že těžké částice mají kromě kinetické a potenciální energie ještě klidovou energii. Nicméně, většina vědců toto zjištění prostě odmítala jako kuriozitu až do 30. let.
Vztah mezi hmotností a energií lze využít k objasnění, jak jaderné zbraně mohou produkovat tak ohromné množství energie. Měřením hmotnosti atomových jader a jejím vydělením atomovým číslem se dá snadno spočítat vazebná energie, která je uvězněná v různých atomových jádrech. Rozdíly nám umožňují vypočíst, kolik energie se uvolní při přeměně jednoho jádra v jiné. Například v případě rozštěpení jádra uranu je toto číslo ohromující.
Podle Umberta Bartocciho, historika matematiky z Univerzity v Perugii, byla Einsteinova slavná rovnice poprvé publikována již dva roky před tím Olintem De Prettoem, průmyslníkem z italské Vicenzy. Toto tvrzení není obecně přijímáno jako pravdivé nebo důležité, De Pretto mohl rovnici publikovat již dřív, ale byl to až Einstein, kdo ji spojil s teorií relativity.

## Zralá léta

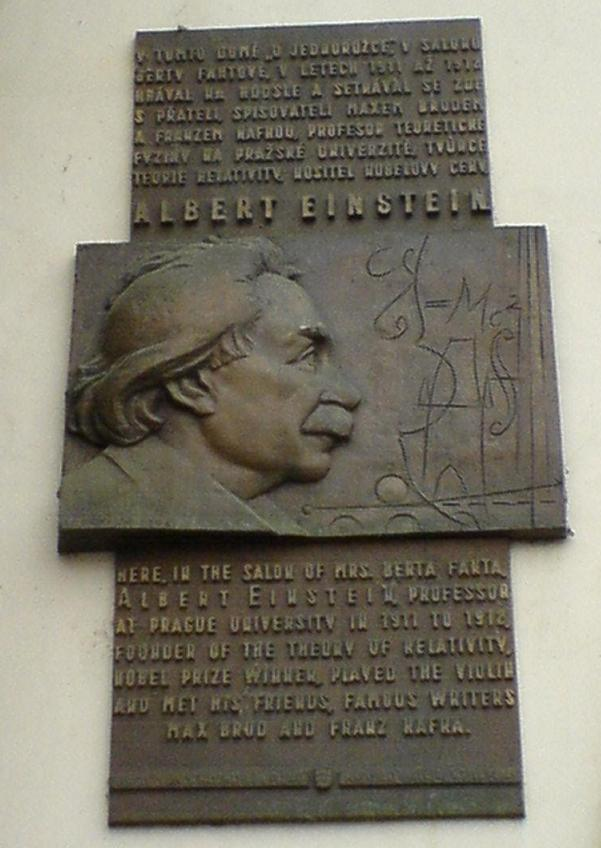
Pamětní deska na domě
U jednorožce v Praze, který Einstein navštěvoval v letech 1911 a 1912. V té době bydlel na Smíchově v Lesnické 7.

V roce 1906 byl Einstein povýšen na revizora druhé třídy. V roce 1908 bylo Einsteinovi uděleno oprávnění učit v Bernu jako soukromý docent (Privatdozent, není placen univerzitou). Sedmého května 1909 ho vládní rada kantonu Curych jmenovala s platností od 15. října téhož roku docentem Spolkové vysoké technické školy, ETH. Einsteinův druhý syn Eduard se narodil 28. července 1910.

### Pražský pobyt (1911–1912)
V roce 1911 se Einstein stal řádným profesorem na pražské německé univerzitě – přicestoval 3. dubna a zůstal tři semestry. V Praze bydlel od 1. září 1911 se svou ženou Milevou v Třebízského ulici číslo 1215 (dnes Lesnická 7). V té době úzce spolupracoval přímo v jedné budově ve Viničné 7 s Georgem Alexanderem Pickem. Často s matematickým problémem seběhl o patro níž a Pick své odpovědi směřoval k Riemannově geometrii (také eliptická geometrie), konkrétně k pracím Ricci-Cubastra a Levi-Civity. To vedlo k obnovení přátelství s matematikem Marcelem Grossmannem. Einstein v době svého pražského pobytu navštěvoval salón v domě U bílého jednorožce na Staroměstském náměstí. V roce 1912 začal mluvit o času jako o čtvrtém rozměru. Einstein, a zejména jeho manželka Mileva, ale v Praze nebyli moc šťastní, rodina tu dlouho nepobyla. V srpnu 1912 se stěhují do Curychu (již potřetí).

### Třetí curyšský pobyt (1912–1914)
Následující tři semestry přednášel opět na Spolkové vysoké technické škole. Při jednání s fakultou mu pomáhal Marcel Grossmann, (jehož otec předtím Einsteinovi pomohl získat místo na patentovém úřadu v Bernu), který byl tamtéž od r. 1907 řádným profesorem deskriptivní geometrie. Grossmann, expert na diferenciální geometrii a tenzorový počet, mu výrazně pomohl také se zvládnutím Riemannovy geometrie. Jejich spolupráce vyvrcholila společným článkem „Nástin zobecněné teorie relativity a teorie gravitace“, který vyšel roku 1913 a byl jedním ze dvou základních článků, které etablovaly Einsteinovu teorii gravitace. Einstein během třetího curyšského pobytu výrazně pokročil při hledání matematického vyjádření obecné teorie relativity z listopadu roku 1915.

### Berlínský pobyt
V roce 1914, těsně před vypuknutím první světové války, se Einstein usadil v Berlíně, kde byl profesorem na místní univerzitě a stal se členem Pruské akademie věd. Jeho pacifismus a židovský původ byl trnem v oku německým nacionalistům, kteří mu navíc záviděli jeho slávu. Jeho osoba se tak poprvé stala terčem organizované kampaně, která měla zdiskreditovat jeho teorie.
V letech 1917 až 1933 byl ředitelem Fyzikálního ústavu císaře Viléma (Wilhelma) v Berlíně a během této doby obdržel Nobelovu cenu a učinil objevy, které nejvíce otřásly světem.

### Obecná relativita

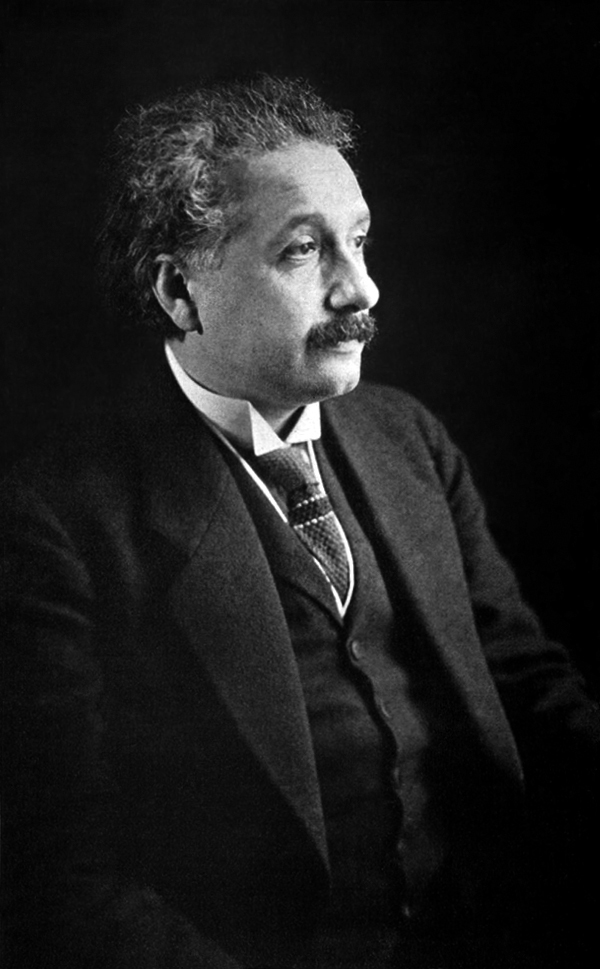
Einstein v roce 1921

V listopadu 1915 Einstein přednesl na Pruské akademii věd sérii přednášek, ve kterých popsal svou teorii obecné relativity. Poslední přednáška vyvrcholila jeho rovnicemi, dnes zvanými Einsteinovy rovnice gravitačního pole, které nahradily Newtonův gravitační zákon. Tato teorie považovala za sobě rovné všechny pozorovatele, ne jen ty, kteří se pohybovali rovnoměrně přímočaře. V obecné relativitě už gravitace není síla, jako byla v Newtonově gravitačním zákoně, ale pouhý důsledek zprohýbaného časoprostoru. Teorie položila základy ke studiu kosmologie a dala vědcům nástroje k porozumění mnoha vlastnostem vesmíru, z nichž mnoho bylo objeveno až po Einsteinově smrti. Obecná relativita se stala metodou, která zasáhla celou fyziku.
Teorie byla odvozena pomocí teoretických úvah a racionálních analýz a zprvu byla podepřena pouze vysvětlením odchylky od newtonovské elipsy v oběhu planety Merkur kolem Slunce. Proto, i kvůli náročnému matematickému aparátu, vyvolávala zpočátku vědců skepticismus. Její rovnice ale umožňovaly předpovědi a jejich následné testování. Prvním velkým testem bylo měření ohybu paprsků ze vzdálených hvězd při průchodu okolo Slunce, které slouží jako gravitační čočka. Toto měření mohlo být provedeno jen během slunečního zatmění. Úkolu se zhostil Arthur Eddington a jeho měření teorii potvrdilo. Dne 7. listopadu 1919 noviny The Times o potvrzení vydaly článek a od té doby se slavná Einsteinova teorie stala terčem všemožných zkoušek. Všechna provedená měření tuto teorii zatím potvrzují.

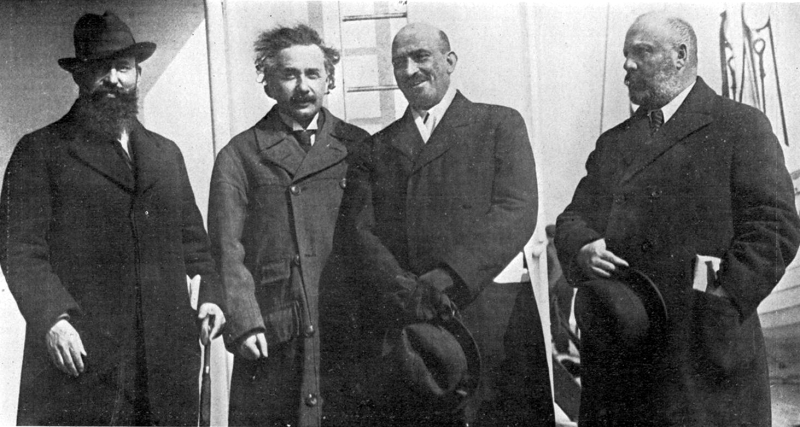
Zleva: Ben-Zion Mossinson, Albert Einstein, Chajim Weizmann a Menachem Usiškin; New York, 1921

Mnoho významných fyziků a filozofů ale stále nebylo o správnosti teorie přesvědčeno; jejich důvody se lišily. Někteří nesouhlasili s Einsteinovými interpretacemi experimentů, jiní jen prostě nemohli uvěřit, že svět bez absolutna nemůže existovat. Podle Einsteina zkrátka mnoho z nich neporozumělo použité matematice. Einsteinova veřejná sláva, která následovala po zmíněném zatmění, přinesla do řad jeho odpůrců nevoli, která přetrvala až do 30. let.
Roku 1916 Einstein předpověděl existenci gravitačních vln, fluktuací v metrice prostoročasu, které se šíří rychlostí světla. O sto let později, dne 11. února 2016 vědecký tým aLIGO oznámil, že přímo detekoval gravitační vlny ze srážky dvojice černých děr.
Einsteinův vztah ke kvantové fyzice byl také zajímavý. Byl prvním, dokonce i před Maxem Planckem, kdo udělal z kvantové teorie revoluční věc. Jeho myšlenka světelného kvanta zcela změnila klasické chápání fyziky. V roce 1909 na shromáždění fyziků Einstein řekl, že se musí najít cesta k pochopení vln a částic dohromady.
Na začátku 20. let se Einstein stal vedoucí postavou na známém semináři na Berlínské univerzitě, který se konal pravidelně každý týden. 30. března 1921 Einstein odjel do New Yorku přednášet o své nové teorii relativity. Ten samý rok mu byla udělena Nobelova cena za jeho práci. Ačkoli je nyní nejznámější pro svou relativitu, cenu dostal za svoji dřívější práci o fotoelektrickém jevu. V roce 1921 byla jeho relativita stále příliš sporná, než aby za ni mohl být odměněn. Proto se komise Královské švédské akademie věd dohodla, že méně kontroverzní starší práce je z politického hlediska lepší.

### Kodaňská interpretace
V polovině dvacátých let, když byla původní kvantová teorie nahrazena novou kvantovou mechanikou, Einstein zavrhl kodaňskou interpretaci nových rovnic, protože se mu nelíbila pro svůj pravděpodobnostní a nenázorný přístup k fyzikálním jevům. Einstein souhlasil, že tato teorie je nejlepší, kterou lidstvo mělo, ale hledal vysvětlení, které by bylo „ucelenější“, rozuměj deterministické. Věřil, že taková fyzika musí existovat, protože ho už dříve vedla k úspěchům s atomy, fotony a gravitací, a nechtěl se této víry vzdát.
Einstein v roce 1926 napsal Maxu Bornovi: „Kvantová mechanika je jistě velkolepá. Ale vnitřní hlas mi říká, že to ještě není to pravé. Ta teorie vysvětluje mnohé, ale neposunuje nás ani o kousek blíž k Jeho tajemství. Jsem v každém případě přesvědčen, že On v kostky nehraje.“ Nebylo to odmítnutí pravděpodobnostních teorií, Einstein také dříve v pracích o Brownově pohybu a fotoelektřině využíval statistické analýzy. Už v článcích, které publikoval před plodným rokem 1905, sám objevil Gibbsovy soubory. Ale nevěřil, že fyzikální realita se v základu chová náhodně.

### Boseho-Einsteinova statistika
V roce 1924 Einstein dostal krátký článek mladého indického fyzika Boseho, v němž popisoval světlo jako plyn fotonů, a žádal Einsteina o pomoc při jeho publikaci. Einstein zjistil, že stejná statistika se dá použít na atomy a publikoval německy (tehdy lingua franca fyziky) psaný článek, ve kterém popsal Boseho model a vysvětlil jeho důsledky. Boseho–Einsteinovo rozdělení popisuje jakýkoliv soubor těchto identických částic známých jako bosony. Einstein také pomáhal Erwinu Schrödingerovi při hledání kvantového Boltzmannova rozdělení modelující plyn pomocí směsi klasické a kvantové mechaniky. Einstein však poznal, že toto rozdělení není tak důležité jako Boseho-Einsteinův model, a odmítl se pod článek podepsat.

## Pozdější léta

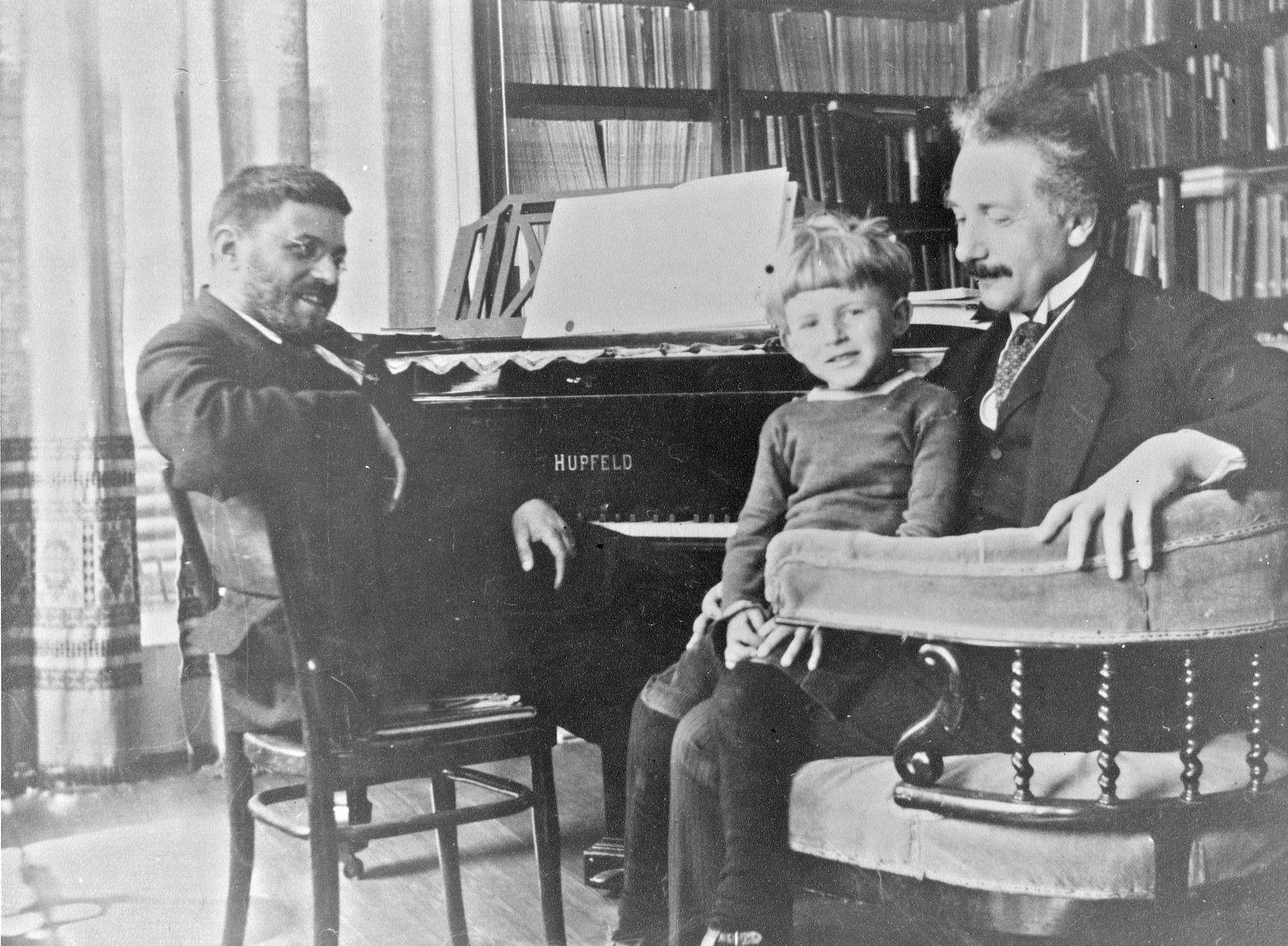
Einstein a jeho přítel Paul Ehrenfest v roce 1920

Einstein a jeho někdejší student Leó Szilárd v roce 1926 spoluvynalezli unikátní typ chladničky, nazývaný též Einsteinova chladnička. 11. listopadu 1930 ji tito dva vědci patentovali pod č. US1781541. Patent zahrnoval termodynamický cyklus, chladící bez jakýchkoli pohybujících se součástek při konstantním tlaku a pouze spotřebovávající teplo. Chladicí cyklus využíval čpavek, butan a vodu.
Einstein také vysvětlil paradox čajových lístků v článku z roku 1926, který popisoval erozi říčních břehů částicemi unášenými sekundárními proudy. Při zamíchání čaje se lístky na dně šálku neshromáždí odstředivou silou na jeho okraji, ale naopak v jeho středu. Vlivem rozdílného sloupce vody pod prohnutou hladinou a tření kapaliny o šálek vznikají sekundární proudy, které lístky u dna unášejí do jeho středu, nemají však sílu na překonání gravitace ve svislém směru. Einsteinem popsaný mechanismus má i praktické uplatnění, např. při čištění kapalin nebo při separaci krevní plazmy.
Když v roce 1933 Adolf Hitler získal moc, nenávist k Einsteinovi dosáhla nové úrovně. Byl národně-socialistickým režimem nařčen z tvoření „židovské fyziky“ proti „německé, árijské fyzice“. Nacisté (zmiňme laureáty Nobelových cen Johanna Starka a Philippa Lenarda) pokračovali v pokusech zdiskreditovat jeho teorie a politicky zakázat ty německé fyziky, kteří je vyučovali (jako třeba Werner Heisenberg). Einstein v té době již uprchl do USA, kde získal povolení k trvalému pobytu, ale FBI ho sledovala a prohledávala mu i koš na odpadky.
Einstein strávil posledních 40 let svého života v pokusech sjednotit gravitaci a elektromagnetismus nějakým důvtipným poznáním kvantové mechaniky. Hledal klasické spojení těchto dvou základních sil.

### Institut pro pokročilá studia (Institute for Advanced Study)
Einstein přijal místo profesora na nově založeném Institutu pro pokročilá studia (Institute for Advanced Study) ve státě New Jersey. V roce 1940 se stal americkým občanem, přestože si uchoval své švýcarské občanství.
Jeho práce v Institutu pro vyšší studia byla zaměřená na sjednocení fyzikálních zákonů, které nazýval Velkou sjednocující teorií. Einstein trávil svůj čas hledáním sjednocení fundamentálních sil. Pokoušel se vytvořit model, který by popisoval všechny síly jako různé projevy jedné jediné síly. Jeho pokus byl odsouzen k nezdaru už jen proto, že silná a slabá interakce nebyly samostatně pochopeny až do začátku sedmdesátých let, 15 let po jeho smrti. Nicméně toto hledání zůstává ústředním problémem moderní fyziky a dnes ho ztělesňuje zejména teorie superstrun.

### Zobecněná teorie
Nejprve Einstein začal tvořit zobecněnou teorii relativity s univerzálními zákony gravitace a elektromagnetické síly, aby demonstroval sjednocení a zjednodušení fundamentálních sil. V roce 1950 popsal svou práci v článku v časopise Scientific American. Postupoval s vírou v jediné statistické měření odchylky pro celý soubor fyzikálních zákonů a prošetřoval podobné vlastnosti elektromagnetických a gravitačních sil, například, že mají nekonečný dosah a dodržují zákon převrácených čtverců.
Einsteinova zobecněná teorie gravitace je univerzální matematické pojetí teorie pole. Pomocí logiky se snažil zredukovat různé jevy do těch, které jsou nám důvěrně známé. Zkoušel sjednotit gravitaci a elektromagnetismus způsobem, který také vedl k novému neotřelému porozumění kvantové mechanice.
Einstein předpokládal strukturu čtyřrozměrného časového kontinua vyjádřeného axiomy, které byly reprezentovány vektory s pěti složkami. Částice se v jeho výzkumu staly omezenou oblastí v prostoru, ve které byla síla pole nebo hustota energie obzvláště velká. Subatomární částice považoval za objekty vložené do sjednoceného pole, ovlivňující ho a existující jakožto podstatné součásti sjednoceného pole. Einstein také hledal přirozené zobecnění symetrických tenzorových polí, přičemž považoval za základní kombinaci dvou složek pole, nikoli jejich symetrické a antisymetrické části odděleně. Zkoumal způsob, jak vyjádřit rovnice, které chtěl odvodit z variačního principu.
Einstein se postupem času stával ve svém výzkumu více a více izolovaným a byl díky svému úsilí charakterizován jako „šílený vědec“. Jeho snahy o konstrukci sjednocené teorie obecné relativity a kvantové mechaniky byly zcela neúspěšné.

### Poslední léta

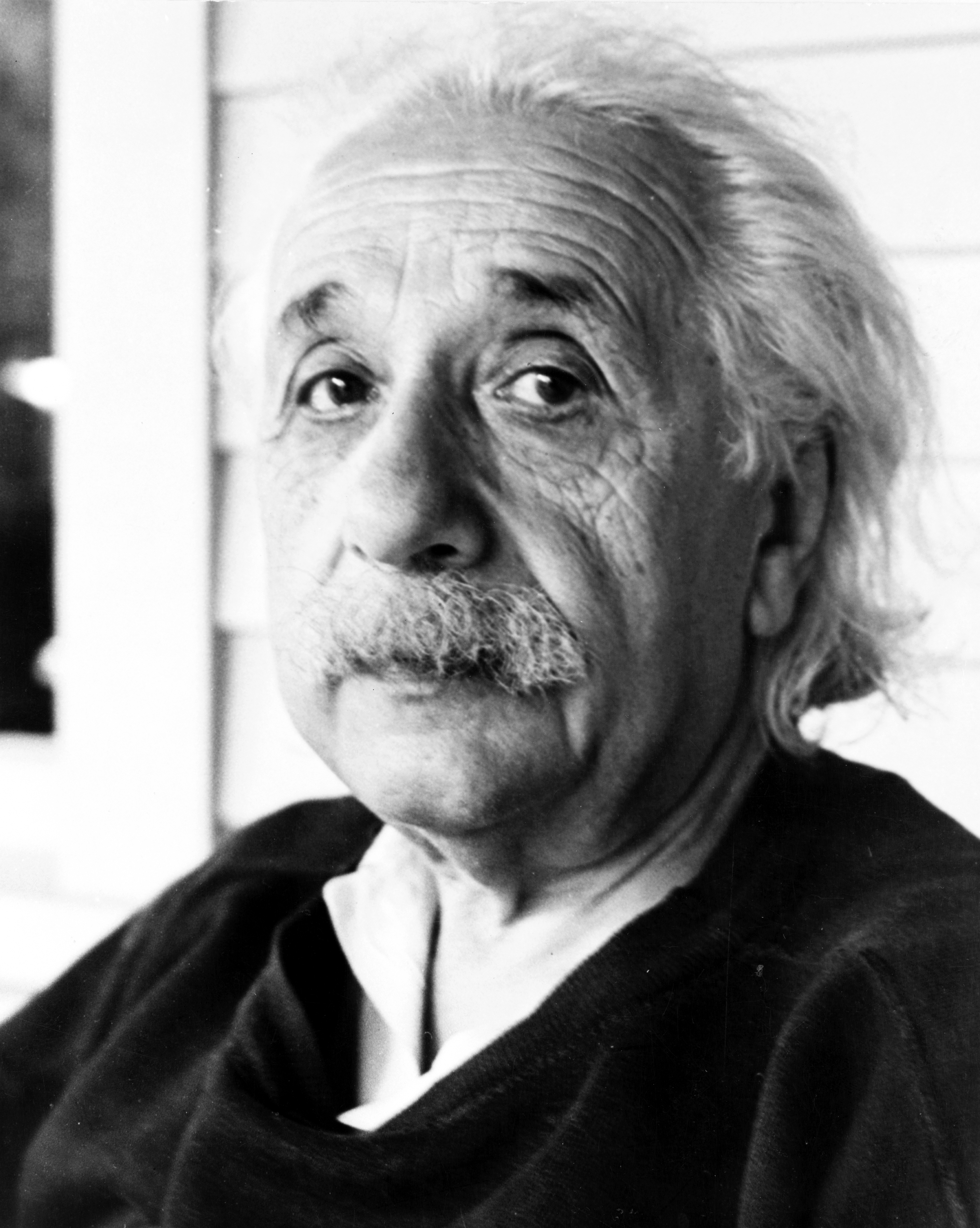
Einstein v lednu 1953

V roce 1948 Einstein pracoval v komisi, která založila židovskými občany podporovanou soukromou a na výzkum zaměřenou Brandeisovu univerzitu. 30. března 1953 vydal revidovanou sjednocenou teorii pole.

## Soukromý život
Během studií ve Švýcarsku, v roce 1898, se Einstein setkal s Milevou Marićovou, srbskou studentkou a přítelkyní Nikoly Tesly, který měl pravděpodobně také Aspergerův syndrom jako Einstein. Během těchto let Einstein probíral své vědecké zájmy se skupinou blízkých přátel, včetně Milevy.
Jako první dítě Einsteina a Milevy Marićové se narodila v lednu 1902 v Srbsku nemanželská dcera Lieserl.[zdroj?] Osud Lieserl není přesně znám. Někteří autoři věří, že krátce po narození zemřela na záškrt, podle jiných byla dána k adopci.
Einstein se s Milevou Marićovou oženil 6. ledna 1903. Jejich manželství bylo vzájemným osobním a intelektuálním partnerstvím, neboť Mileva byla matematičkou. Einstein popisoval Milevu zamilovaně jako „bytost, která je mi rovná a která je tak silná a nezávislá, jako jsem já.“ Mileviným původním snem byla medicína, ovšem její láska k matematice a fyzice nakonec zvítězila, a tak se stala pátou ženou, která byla přijata ke studiu na curyšské polytechnice. Právě zde se seznámila se svým budoucím manželem. Někteří historici dodnes spekulují, jestli Mileva také významně nepřispěla k formulaci teorie relativity. Vědec Abraham Joffe, který s oběma manžely studoval, tvrdil, že na původním rukopisu s teorií relativity viděl podpis Einstein-Marity. Marity znamená Marićovou v maďarštině. Nicméně, jiní historici, např. Galina Weinsteinová, tvrdí, že šlo jen o nedorozumění a poukazuje na fakt, že dopisy Einsteina Milevě jsou plné fyzikálních nápadů, zatímco Mileviny dopisy manželovi podobné myšlenky postrádají.
14. května 1904 se narodil Einsteinům jejich první syn Hans Albert (1904–1973). Hans Albert se později stal univerzitním profesorem v Kalifornii a uznávaným vědcem v oboru hydrauliky a transportu sedimentů. Druhý syn Eduard se narodil 28. července 1910. S otcem se stýkal velmi zřídka. Studoval psychiatrii, ale ve dvaceti letech u něj propukla schizofrenie. Do roku 1948 se o něj starala matka, pak byl hospitalizován na psychiatrické klinice v Curychu, kde 25. října 1965 zemřel na infarkt.
Dne 14. února 1919 se Einstein rozvedl s Milevou a 2. července téhož roku se oženil se svou sestřenicí Elsou Löwenthalovou, rozenou Einsteinovou (Löwenthalová bylo příjmení po jejím prvním manželovi Maxovi). Elsa byla Albertovou první sestřenicí z matčiny strany a druhou sestřenicí z otcovy strany. Byla o tři roky starší než Albert a pomohla mu se uzdravit po částečném nervovém kolapsu kombinovaném s žaludečními obtížemi. Toto manželství zůstalo bezdětné.
Roku 1922 se Einstein se svou ženou Elsou vydal na lodi Kitano Maru do Japonska. Cesta je přivedla také do dalších asijských přístavů, například do Singapuru, Hongkongu a Šanghaje.
Einstein zemřel v Princetonu 18. dubna 1955. Zanechal zobecněnou teorii gravitace nevyřešenou. Kremace jeho těla proběhla ještě tentýž den v Trentonu v New Jersey. Jeho popel byl rozptýlen na utajeném místě.
Jeho mozek se nicméně zachoval v nádobě Thomase Stolze Harveye, patologa, který prováděl pitvu Einsteina. Harvey na něm neshledal nic nenormálního, ale další analýzy v roce 1999 týmem na McMasterově univerzitě odhalily, že jeho jedna část Einsteinovi chyběla a kvůli její kompenzaci byl Einsteinův temenní lalok o 15 % větší než obyčejně bývá. Tato oblast mozku je zodpovědná za matematické myšlení, vizuálně prostorové vnímání a představy pohybu.

## Osobnost

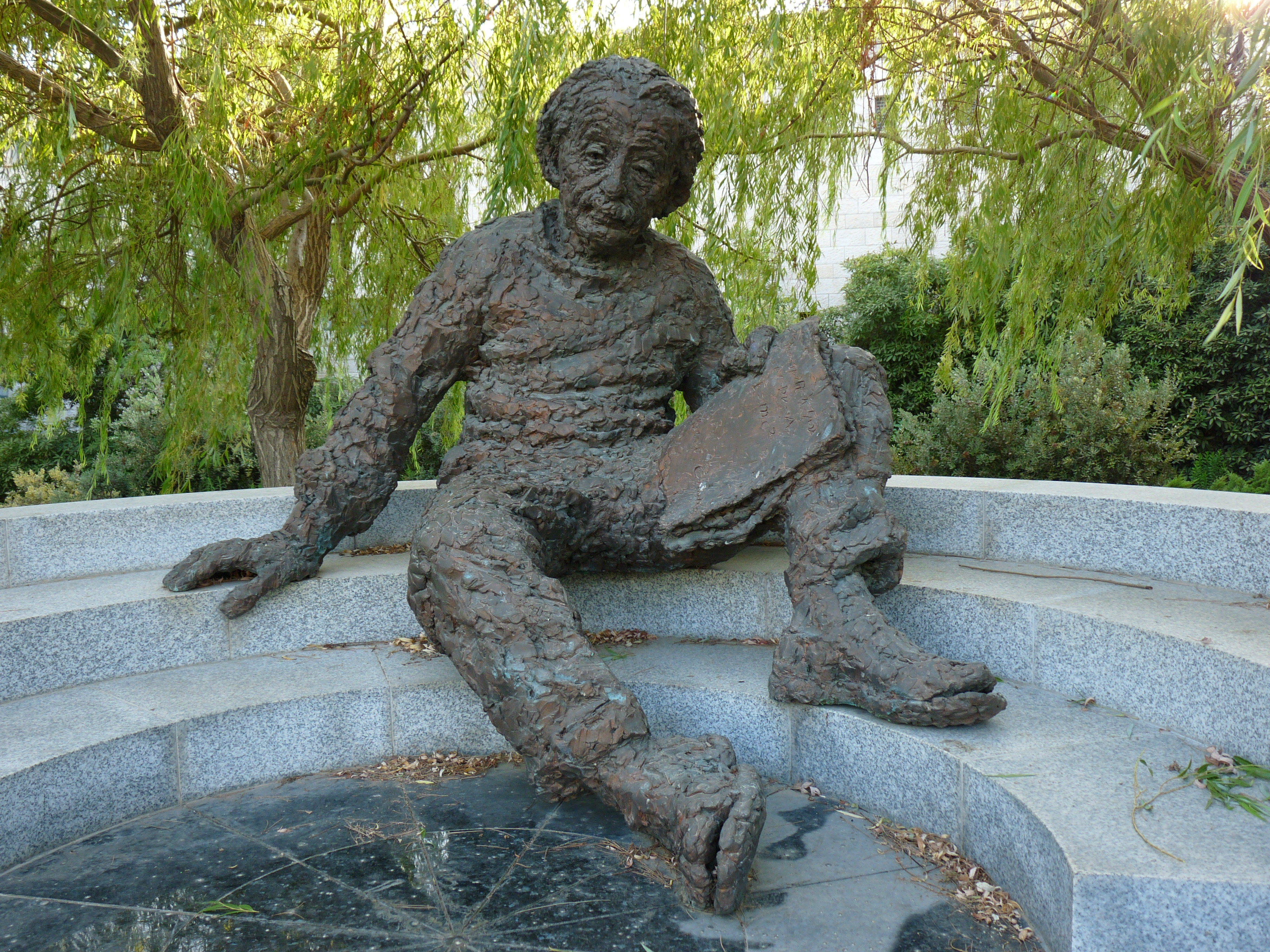
Socha Alberta Einsteina v Izraelské akademii věd a klasického vzdělávání

Albert Einstein byl respektovaný pro svou přátelskost zakořeněnou v jeho pacifismu. Byl skromný, co se jeho schopností týkalo a měl jasné názory na módu – například zmenšil svůj šatník natolik, aby se nemusel rozhodovat, co si vzít na sebe. Nejedl maso, respektive těla zabitých zvířat – hlásil se k vegetariánství. Známý je Einsteinův citát: „Nic nebude lidskému zdraví prospěšnější a nic nezvýší šance na zachování života na Zemi více než přechod na vegetariánskou stravu.“ Občas měl hravý smysl pro humor a vyžíval se v hraní na housle a v jachtingu. Byl také typickým „roztržitým profesorem“. Často zapomínal na každodenní věci, třeba klíče, a soustředil se tak mocně na řešení fyzikálních problémů, že nedbal na své okolí.

### Náboženské názory
Einsteinův náboženský názor je většinou považován za deistický, ačkoli se sám ve svých prohlášeních z 50. let označoval za agnostika. Věřil prý „v Boha, který se mu zjevuje v harmonii všeho, co existuje, ne v Boha, který řídí osud a činy lidí“, což je názor spíše panteistický. Einstein chtěl „vědět, jak Bůh stvořil svět“: poté, co byl tázán na náboženské otázky Martinem Buberem, Einstein zvolal „My fyzikové se jen snažíme obtáhnout čáry, které nakreslil On.“ A pokračoval „Buddhismus popisuje, co je v budoucnosti očekáváno ve vesmírném náboženství: Převýší osobního Boha, vyvaruje se dogmat a teologie; bude se zabývat jak přírodou, tak duchovnem, a bude založeno na posvátném smyslu a povstane ze zkušeností všech věcí, přírodních i duchovních, jako jejich smysluplné sjednocení.“ Svou víru pak shrnul takto: „Mé náboženství sestává z pokorného obdivu neomezeného vyššího ducha, který se odhaluje jako drobné detaily, které jsme schopni postřehnout svou chatrnou a vetchou myslí.“ V roce 2008 byl objeven Einsteinův dopis z roku 1954, v němž náboženství označil za pošetilou pověru. Einstein ale zároveň odmítl být označován za ateistu a na toto téma prohlásil „Rozdíl mezi mnou a většinou takzvaných ateistů je pocit naprosté pokory před neuchopitelným tajemstvím a harmonií kosmu.“

### Politické názory a angažmá
Einstein se považoval za pacifistu a v pozdějších letech za socialistu. Jednou řekl: „Věřím, že Gándhího názory byly ty nejosvícenější z názorů všech politiků naší doby. Měli bychom se pokoušet dělat věci v jeho duchu: nepoužívat násilí v boji za naši věc, ale neúčastnit se ničeho, o čem si myslíme, že je zlé.“ Einsteinovy názory na další otázky včetně socialismu, mccarthismu a rasismu byly totalitními režimy zatajovány, nebo selektivně využívány. Einstein byl spoluzakladatel liberální Německé demokratické strany.
Americká FBI měla složku zvící 1 427 stran o jeho aktivitách a doporučila, aby mu bylo zamezeno přistěhovat se do USA podle zákona o vyloučení cizinců, a kromě jiného tvrdila, že Einstein „věří v, radí, chrání nebo učí doktrínu, která by dovolila, aby se nerušeně přikradla anarchie, která by vyústila ve vládu pouze podle jména.“
Einstein se stavěl proti tyranským formám vlády a z tohoto důvodu (a svému židovskému původu) byl i proti nacistickému režimu a uprchl z Německa krátce po jeho nastolení. Původně podporoval konstrukci atomové bomby, aby zajistil, že Hitler ji nebude mít dříve, dokonce poslal ještě před válkou 2. srpna 1939 dopis prezidentovi Rooseveltovi (dopis byl spíše napsaný Leó Szilárdem), ve kterém ho povzbuzuje spustit program na vytvoření jaderné zbraně. Roosevelt pak ustanovil komisi, která měla vyšetřit, zda lze uran použít jako zbraň, která byla později nahrazena projektem Manhattan.
V padesátých letech protestoval také proti inscenovaným tzv. politickým procesům v totalitním Československu – mimo jiné se snažil zabránit justičním vraždám tehdejšího režimu, v telegramu zaslaném v červnu 1950 jeho představiteli Klementu Gottwaldovi: „Prosím Vás o nevykonání rozsudku vyneseného nad Miladou Horákovou, Závišem Kalandrou, Oldřichem Peclem a Janem Buchalem. Byli oběťmi nacismu, vězni německých koncentračních táborů. Jsem hluboce přesvědčen, že si zaslouží žít.“
Po válce Einstein lobboval za jaderné odzbrojení a světovou vládu: „Nevím, čím se bude bojovat ve třetí světové válce, ale ve čtvrté to budou klacky a kameny.“

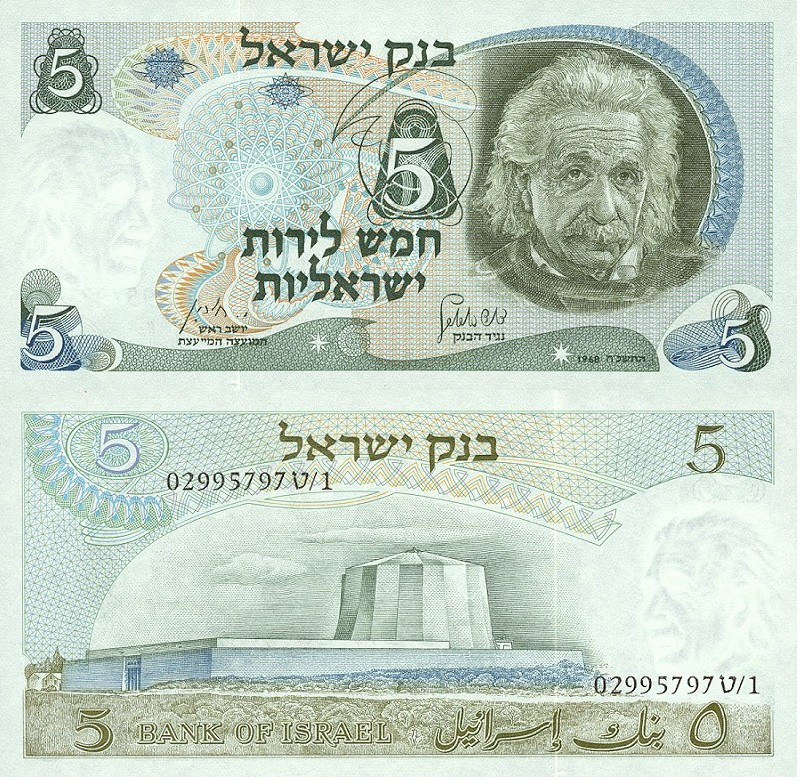
Einstein byl znázorněn na aversní straně izraelské bankovky o hodnotě
5 lir, která byla v oběhu v letech 1972 až 1984

Albert Einstein podporoval sionismus a židovské osídlení Palestiny a byl aktivní při zakládání Hebrejské univerzity v Jeruzalémě, která roku 1930 vydala svazek O sionismu: Proslovy a přednášky profesora Alberta Einsteina a které Einstein odkázal své dokumenty. Na druhou stranu, opovrhoval nacionalismem a vyjadřoval pochyby, zda je židovský stát nejlepším řešením. Původně si představoval, že budou Židé a Arabové žít spolu na stejné půdě. Po smrti Chajima Weizmanna mu bylo nabídnuto, aby se stal izraelským prezidentem, ale Einstein nabídku odmítl  slovy: „Jsem hluboce dojat nabídkou od našeho státu Izrael, a zároveň smutný a zahanbený, že ji nemohu přijmout. Celý život jsem se zabýval předmětnými záležitostmi, proto mi chybí jak přirozené schopnosti, tak zkušenosti ke správnému jednání s lidmi a vykonávání úředních funkcí.“
Albert Einstein s Albertem Schweitzerem a Bertrandem Russellem bojoval proti jaderným testům a bombám. Spolu s mírovou skupinou Pugwash Conferences on Science and World Affairs a Bertrandem Russellem vydal Russelův-Einsteinův manifest a zorganizoval několik konferencí.

## Popularita a kulturní dopad

### Zábava
Albert Einstein se stal inspirací pro témata mnoha knih, filmů a her, včetně filmů Nicolase Roega Nedůležitost, Freda Schepisi I.Q. a románu Alana Lightmana Einsteinovy sny. Einstein byl dokonce námětem opery Philipa Glasse Einstein na pláži.
Einstein je často používán jako model zobrazující výstřední fiktivní vědce. Jeho vlastní charakter a odlišný účes prozrazovaly excentricitu nebo dokonce bláznovství a byly proto často kopírované a přeháněné.
Během Einsteinových 72. narozenin v roce 1951 se ho pokoušel neznámý fotograf přemluvit, aby se na snímku usmál. Protože Einstein tohle dělal pro fotografy již mnohokrát, vyplázl na něho místo toho jazyk. Obrázek se stal ikonou v moderní kultuře pro jeho kontrast, kdy geniální vědec je zachycen v humorném okamžiku. Yahoo Serious, australský filmař, použil tuto fotografii jako inspiraci k záměrně anachronickému filmu Mladý Einstein.

### Obchodní známka jména
„Albert Einstein“ je registrovaná ochranná známka, kterou vlastní The Roger Richman Agency, Inc. Tato společnost řídí komerční použití tohoto jména. Reklamy a inzerce, které obsahují jméno, podobu a obrázek Alberta Einsteina, musí být licencovány touto agenturou. V tomto konkrétním případě agentura zastupuje Hebrejskou univerzitu v Jeruzalémě, kterou Einstein aktivně podporoval. Tato instituce má zisk ze všech licenčních poplatků. Navíc agentura může zcela zabránit užití Alberta Einsteina způsobem, který by se neshodoval s veřejnou představou této obchodní známky. Na stránce agentury věnované Albertu Einsteinovi je napsáno, že „Kdykoli je jméno ‚Albert Einstein‘ kopírováno, musí u něho vždy být symbol ™“.[ve zdroji nenalezeno]

### Památka
- V letech 1972 až 1984 byly v oběhu bankovky o nominální hodnotě 5 izraelských lir, na jejichž aversní straně byl vyobrazen Einsteinův portrét. Na reversní straně bankovky je vyobrazen reaktor jaderného výzkumného centra Sorek.[31]
- V roce 2017 byl po něm pojmenován pár vlaků Českých drah (Ex 350/353) jezdící na trase Praha – Domažlice – Regensburg – Mnichov a zpět.
- V Bernu je v domě, ve kterém žil v letech 1903–1905, otevřeno Einsteinovo muzeum.[32]
- Einsteinovo muzeum je též v Landau, USA.[33]
- Einsteinova věž v Přírodovědeckém parku Alberta Einsteina v Postupimi – astronomická observatoř, která ověřovala Einsteinovu teorii, přední dílo expresionistické architektury z let 1919–1921